# Arxiu Comarcal del Pallars Jussà
L'Arxiu Comarcal del Pallars Jussà (ACPJ) fou inaugurat el dia 12 de febrer de 2009. Té la seu en un singular edifici de nova planta, dissenyat pels arquitectes Joan Arnalot i Elena Belart, i és situat al solar de l'antiga Casa Sullà, nissaga nobiliària trempolina que remunta al segle xv, dins del nucli antic de Tremp. L'edifici acull també la seu del Consell Comarcal del Pallars Jussà.
El 23 de desembre de 2009, es va signar el conveni de col·laboració entre el Departament de Cultura i Mitjans de Comunicació, el Consell Comarcal del Pallars Jussà i l'Ajuntament de Tremp per a la gestió de l'Arxiu Comarcal del Pallars Jussà. Aquest conveni i la legislació d'arxius vigent faciliten la incorporació del fons de l'arxiu municipal de Tremp i els fons que custodiava com el Notarial del Districte de Tremp, el Judicial, els fons dels municipis agregats a Tremp, etc., a la nova seu de l'arxiu comarcal.

## Fons
L'Arxiu Comarcal del Pallars Jussà custodia documentació pública i privada de la comarca del Pallars Jussà d'acord amb el que estableix la llei 10/2001, d'arxius i documents. Els seus fons més destacats són els de l'Ajuntament de Tremp i dels seus municipis agregats, el notarial de Districte de Tremp, entre d'altres. També compta amb una important hemeroteca de publicacions de la comarca i una biblioteca auxiliar de temàtica històrica i d'arxivística. El 2015 l'Arxiu Comarcal del Pallars Jussà compta amb 819 metres lineals de documentació.

## Documents destacats

### Postal de la Pobla de Segur
L'Arxiu Comarcal del Pallars Jussà, disposa d'una considerable col·lecció de postals antigues de tota la comarca, en especial dels municipis de Tremp i de la Pobla de Segur, on sobretot va destacar el fotògraf de La Pobla de Segur Silvio Gordó Montaña.

### Pergamí 35 de l'arxiu de Tremp
El Pergamí núm. 35 de la col·lecció de pergamins de l'Arxiu Municipal de Tremp data del 1385. La col·lecció de pergamins procedents de l'Arxiu Municipal de Tremp, és sense dubte una de les joies documentals del nostre arxiu. En concret un total de 88 pergamins, de diferents mides i anys compresos entre l'any 1307 i el 1664, restaurats l'any 1984 per l'Arxiu Nacional de Catalunya, ens presenten un camp d'investigació excel·lent, car actualment només disposem d'una breu descripció del seu contingut, un breu regest. Hem de destacar que la col·lecció d'aquests pergamins dipositats actualment a l'arxiu comarcal, estan totalment digitalitzats i, per tant, a l'abast dels investigadors.

### Protocol de Tremp

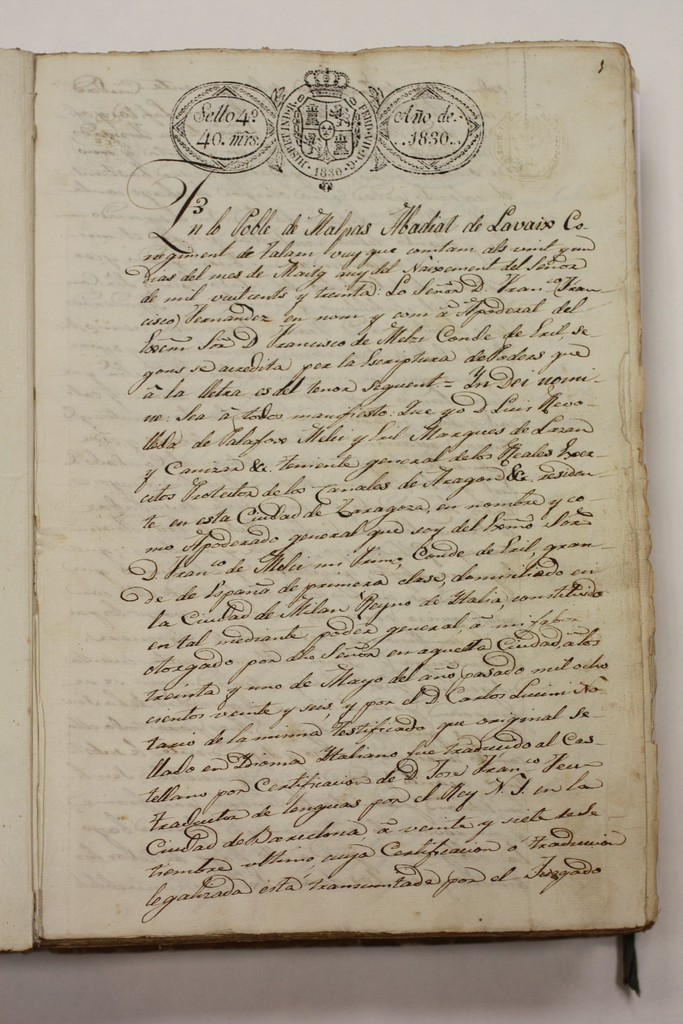
Primera pàgina del protocol notarial de Tremp, núm. 380 Capbreu d'Erill, del 21 de maig de 1830.

La primera pàgina del protocol notarial de Tremp, nº 380 Capbreu d'Erill data del 1830. Un dels fons documentals més importants per la comarca en l'àmbit històric i probatori és sense dubte l'Arxiu Notarial de Tremp. Un conjunt de quasi 900 volums, en la seva majoria: manuals, esborranys, llibres d'actes, llibres indicadors, capítols matrimonials, testaments, inventaris, encants, concòrdies, llibres especials, etc., de les diferents notaries existents des del s. XVI la major part d'aquestes desaparegudes, tenim actualment en funcionament la dels municipis de La Pobla de Segur i la de Tremp. Amb una cronologia que va des del document més antic l'any 1528 fins a l'any 1909. Un fons que compta amb un inventari realitzat per la Sra. Lluïsa cases i Loscos, l'any 1983, (Fundació Noguera), que actualment està essent revisat per tal de millorar el seu estat de conservació i la seva descripció.

### Renovació de Tremp
La portada del número 62 de la revista quinzenal Renovació data del 1934. La premsa local és sense dubte, un altre dels protagonistes al nostre arxiu. En concret i dintre l'hemeroteca conservada a l'Ajuntament de Tremp, tenim gran part del quinzenal federal republicà “Renovació”, aparegut el 4 de juny de 1932 i desaparegut el 18 de juliol 1936, dona ressò de les notícies i esdeveniments més importants de la comarca del Pallars Jussà els anys abans de la guerra civil espanyola. Un diari quinzenal amb temàtica variada amb un noticiari local i comarcal, esports, opinió i cultura. Amb 105 números editats, molts dels quals actualment digitalitzats i que ben aviat es podran consultar al nostre XAC Premsa, editat pel Centre Catalanista Republicà Federal de Tremp.

### Panoràmica del passeig de Tremp
La fotografia de la panoràmica del passeig de Tremp des de casa Roure és del 1934. El treball de recol·lecció, conservació, descripció i posterior difusió de col·leccions de fotografies de la comarca, tot just acaba de començar a l'Arxiu Comarcal. De moment disposem d'un gran nombre de fotografies, principalment, provinents de l'arxiu municipal de l'Ajuntament de Tremp, del fons personal del fotògraf trempolí, Pompeu Molist, i cessions d'altres particulars. Aquest és sense dubte un dels reclams més sol·licitats per part dels nostres usuaris, la col·laboració i l'aportació de tota la ciutadania de la nostra comarca és cabdal en aquesta tasca de conservació i difusió de la memòria fotogràfica de la nostra història, us convidem a contribuir en ella.